# Bajandzürh járás
Bajandzürh járás (mongol nyelven: Баянзүрх сум) Mongólia Hövszgöl tartományának egyik járása. Területe 4300 km². Népessége kb. 4800 fő.
Székhelye Altraga (Алтрага), mely 127 km-re fekszik Mörön tartományi székhelytől.